# Амиџи шоу (12. сезона)
Дванаеста сезона емисије Амиџи шоу почела је 10. септембра 2019, а завршила се 5. августа 2020 године.

## Епизоде
| Број епизоде | Гости | Датум         | Видео |
| ------------ | --- | ------------- | ----- |
| 1.           | Stefan Glavonja Rencelj, Bogdan Bulldog Mikovic | 10. 9. 2019.  |       |
| 2.           | Дарко Лазић, Рада Манојловић, Џенан Лончаревић | 17. 9. 2019.  |       |
| 3.           | Марко Јањушевић, Зоран Шумадинац, Милан Милошевић, Илда Шаулић                                                                                              | 24. 9. 2019.  |       |
| 4.           | Иван Михаиловић, Бојан Перић, Нина Јанковић, Драгана Дабовић, одбојкашка репрезентација Србије                                                              | 1. 10. 2019.  |       |
| 5.           | Дара Бубамара, Анабела Буква, Миа Борисављевић, Каја Остојић, Жарко Лазић, Јелена Матијашевић                                                               | 8. 10. 2019.  |       |
| 6.           | Глумци серије Црвени месец (Ивана Дудић, Мина Милићевић, Иван Заблаћански, Јелена Гавриловић, Милош Ђуровић, Михајло Јовановић), Миљана Кулић, Марија Кулић | 15. 10. 2019. |       |
| 7.           | Кија Коцкар, Тања Савић, Александар Јовичић, Љубомир Перућица, Катарина Колозеус                                                                            | 22. 10. 2019. |       |
| 8.           | Гоца Тржан, Стефан Бузуровић, Ања Мит, Давид Драгојевић, Ана Кораћ, учесници Задруге                                                                        | 29. 10. 2019. |       |
| 9.           | Глумци серије Преживети Београд (Тамара Шустић, Бојана Стојковић, Никола Шурбановић, Дејан Максимовић), Теодора Тара Стојановић, Анђелина, учесници Задруге | 5. 11. 2019.  |       |
| 10.          | Ацо Пејовић, Луна Ђогани, чланице групе Hurricane, Раде Ћосић, Зоран Тошић, Филип Кљајић, Мирослав Вулићевић                                                | 12. 11. 2019. |       |
| 11.          | Наташа Беквалац, Кристина Брало, Слоба Радановић, Сандра Африка, чланови групе Лексингтон бенд                                                              | 19. 11. 2019. |       |
| 12.          | Драган Марковић Палма, Гога Секулић, Јелена Пешић, Ивана Шопић, Катарина Грујић, Гордан Кичић                                                               | 26. 11. 2019. |       |
| 13.          | Славица Ћуктераш, Мирза Селимовић, Драган Маринковић Маца, Дејан Матић, Јелена Костов, Александра Младеновић                                                | 3. 12. 2019.  |       |
| 14.          | Сања Маринковић, Маријана Мићић, Ана Бебић, Душица Јаковљевић, Горан Глухаковић, Душица Спасић                                                              | 10. 12. 2019. |       |
| 15.          | Марко Миљковић, Катарина Богићевић, Ђота Фристајл, Теодора Џехверовић, Стефан Цвијовић Цвија                                                                | 17. 12. 2019. |       |
| 16.          | Деа Ђурђевић, Раде Ћосић, Ана Кокић, Сара Дамњановић, Милан Васић, Милан Калинић, Тијана Богићевић, Сара Милутиновић                                        | 24. 12. 2019. |       |
| 17.          | Учесници Задруге | 2. 1. 2020.   |       |
| 18.          | Милош Биковић, Анђелка Прпић, Миодраг Радоњић, Ивица Дачић, Јелица Сретеновић, Ања Мит                                                                      | 7. 1. 2020.   |       |
| 19.          | Миа Борисављевић, Слободан Радановић, Дара Бубамара, Андрија Јо, Voyage, Бресквица, Ненад Пауновић, Данијел Алибабић                                        | 14. 1. 2020.  |       |
| 20.          | Милица Тодоровић, Петар Стругар, Тончи Хуљић, Невена Божовић, Миленко Шкарић                                                                                | 21. 1. 2020.  |       |
| 21.          | Бака Прасе, Сандра Африка, Сергеј Пајић, Драган Маринковић Маца, Верена                                                                                     | 28. 1. 2020.  |       |
| 22.          | Наташа Беквалац | 4. 2. 2020.   |       |
| 23.          | Аца Лукас, Лена Чолак, Дарко Лазић, Катарина Грујић, Мили, Илма Карахмет                                                                                    | 11. 2. 2020.  |       |
| 24.          | Милица Павловић, Николија Јовановић, Анђелина, Данило Бадњар, чланови групе Lexington Band, Андрија Јо, Стефан Усиљанин                                     | 18. 2. 2020.  |       |
| 25.          | Кија Коцкар, Катарина Живковић, чланице групе Hurricane, Кафе Зале                                                                                          | 25. 2. 2020.  |       |
| 26.          | Анђела Вештица, Гастоз, Вања Мијатовић, Ђани, Милена Ћеранић, Јана                                                                                          | 3. 3. 2020.   |       |
| 27.          | Луна Ђогани, Марко Миљковић, Весна Змијанац, Горан Весић, Саво Перовић                                                                                      | 10. 3. 2020.  |       |
| 28.          | Драган Маринковић Маца, Сара Рељић, Раде Ћосић, Весна Дедић, Слободан Радановић                                                                             | 17. 3. 2020.  |       |
| 29.          | Ана Николић | 24. 3. 2020.  |       |
| 30.          | Сања Маринковић, Марина Висковић, Зорана Јовановић, Римски, Корона, Дарко Лазић                                                                             | 31. 3. 2020.  |       |
| 31.          | Милица Тодоровић, Гастоз, Милан Калинић, Едита Арадиновић, Славица Ћуктераш, Жизела, Милица Павловић                                                        | 7. 4. 2020.   |       |
| 32.          | Гоца Тржан, Милан Васић, Радомир Раша Новаковић, Катарина Грујић, Николија Јовановић, Мили, Теодора Џехверовић                                              | 14. 4. 2020.  |       |
| 33.          | Станија Добројевић, Кија Коцкар, Веселин, Кристијан Голубовић                                                                                               | 21. 4. 2020.  |       |
| 34.          | Ђорђе Давид, Аца Лукас, Мирослав Ђуричић, Сања Станковић | 28. 4. 2020.  |       |
| 35.          | Чланице групе Hurricane, Газда Паја, Инди Арадиновић | 5. 5. 2020.   |       |
| 36.          | Саво Милошевић, Драган Марковић Палма, Рада Манојловић, Мирко Кодић                                                                                         | 12. 5. 2020.  |       |
| 37.          | Екипа серије Јужни ветар (Милош Биковић, Миодраг Радоњић, Јована Стојиљковић, Тамара Крцуновић, Милош Аврамовић, Јована Николић)                            | 19. 5. 2020.  |       |
| 38.          | Стефан Цвијовић, Каја Остојић, Марија Микић, Кристијан Голубовић, Мирослав Ђуричић                                                                          | 26. 5. 2020.  |       |
| 39.          | Глумци серије Црвени месец (Ивана Дудић, Михајло Јовановић, Нина Граховац, Славиша Чуровић), Александар Атанасијевић, Ана Лазаревић                         | 2. 6. 2020.   |       |
| 40.          | Славица Ћуктераш, Ђексон, Ружа Рупић, Александра Младеновић, Милан Милошевић, Владан Савић                                                                  | 9. 6. 2020.   |       |
| 41.          | Едита Арадиновић, Мирка Васиљевић, Газда Паја, Теодора Џехверовић, Анђелина, Милица Павловић                                                                | 16. 6. 2020.  |       |
| 42.          | Кија Коцкар, Драган Маринковић Маца, Раде Ћосић, Сандра Африка, Гастоз, Вања Вељић                                                                          | 23. 6. 2020.  |       |
| 43.          | Тијана Ајфон, Катарина Грујић, Ђани, Нада Топчагић, Предраг Поповић Поп                                                                                     | 30. 6. 2020.  |       |
| 44.          | Ненад Лалатовић, Луна Ђогани, Дарко Лазић, Катарина Живковић, Кими, Теодора Тара Стојановић                                                                 | 7. 7. 2020.   |       |
| 45.          | Финалисти Задруге (Ива Гргурић, Марко Миљковић, Анабела Атијас, Менсур Ајдарпашић)                                                                          | 14. 7. 2020.  |       |
| 46.          | Финалисти Задруге (Марко Јањушевић, Јелена Пешић, Фипил Ђукић, Тара Симов)                                                                                  | 21. 7. 2020.  |       |
| 47.          | Стефан Карић, Мими Јестровић, Бранислав Радонић Брендон, Тијана Милентијевић, Шаран Алегро, Ненад Алексић Ша                                                | 28. 7. 2020.  |       |
| 48.          | Андреана Чекић, Кија Коцкар, Корона, Милан Милошевић | 5. 8. 2020.   |       |